# Michael Guttenbrunner
Michael Guttenbrunner (ur. 7 września 1919 w Althofen, zm. 13 maja 2004 w Wiedniu) – austriacki pisarz i poeta.
Był więziony w okresie władzy faszystowskiej za przynależność do Socjaldemokratycznej Partii Austrii. Poślubił córkę pisarza niemieckiego Carla Zuckmayera.
Laureat wielu nagród, m.in. Nagrody Georga Trakla (za poezję i przekłady, 1954), Austriackiej Państwowej Nagrody Literackiej (1966), Nagrody Literackiej Theodora Kramera (2004), Nagrody PEN-Clubu Liechtensteinu (2002), Nagrody Kulturalnej Landu Karyntia (1987). W 1994 Uniwersytet w Klagenfurt am Wörthersee nadał mu doktorat honoris causa; otrzymał także Wielki Złoty Krzyż Zasługi Republiki Austrii.
Zbiory poezji (niektóre):
- Schwarze Ruten (1947)
- Opferholz (1954)
- 18 Gedichte (1957)
- Ungereimt Gedichte (1959)
- Die lange Zeit (1965)
- Der Abstieg (1975)
- Gesang der Schiffe (1980)